# 纳粹德国大区领导列表
这是一个关于纳粹德国大区领导的列表，列出其所属的纳粹大区（Gau）、任职时间及其结局。
在納粹黨于1925年2月建立起大区制度至1945年5月纳粹政权垮台期间，共有114名担任该党高级地区领导职衔——大区领导（Gauleiter）。本列表未包含1938年3月德奥合并前，在奥地利境内隶属于奥地利纳粹党（DNSAP）的大区领导。
在第二次世界大战结束后，共有44名在任大区领导人幸存。其中，13人于纳粹德国投降前后自杀，8人于战后被盟军处决，1人在战争末期被党卫队处决，另1人死于苏联战俘营。至1954年，首位前大区领导人卡尔·瓦尔出版回忆录时，尚有8人下落不明，3人仍在监禁中，其余10人曾被囚禁后获释。
| 战斗中阵亡 | 在被俘前或被囚期间自杀 | 被处决或遭暗杀 | 死于囚禁期间（不包括自杀或处决） | 自然死亡或意外身亡 | 曾被囚禁，后获释并自由去世 | 逃脱逮捕或成功越狱 | 结局不明或未有定论 |

| 大区领导                                                  | 所属大区                                                | 任期                          | 结局                                                   |
| --------------------------------------------------------- | ------------------------------------------------------- | ----------------------------- | ------------------------------------------------------ |
| 赫伯特·阿尔布雷希特（Herbert Albrecht）                   | 梅克伦堡大区（Gau Mecklenburg）                         | 1930-1931年                   | 1945年6月去世                                          |
| 阿洛伊斯·巴赫施米德（Alois Bachschmid）                   | 易北-哈韦尔大区（Gau Elbe-Havel）                       | 1925-1926年                   | 1968年卒于意大利                                       |
| 恩斯特·威廉·博勒（Ernst Wilhelm Bohle）                   | 国外组织大区（NSDAP/AO）                                | 1934-1945年                   | 囚禁至1949年，1960年卒于西德                           |
| 弗里茨·布拉赫特（Fritz Bracht）                           | 上西里西亚大区（Gau Oberschlesien）                     | 1941-1945年                   | 1945年5月自杀                                          |
| 卡尔·布吕克（Karl Brück）                                 | 萨尔大区（Gau Saar）                                    | 1931-1933年                   | 1964年卒于西德                                         |
| 约瑟夫·比尔克尔（Josef Bürckel）                          | 莱茵普法尔茨大区（Gau Rheinpfalz）                      | 1926-1935年                   | 1944年9月去世                                          |
| 约瑟夫·比尔克尔（Josef Bürckel）                          | 萨尔大区（Gau Saar）                                    | 1933-1935年                   | 1944年9月去世                                          |
| 约瑟夫·比尔克尔（Josef Bürckel）                          | 普法尔茨-萨尔大区（Gau Pfalz–Saar）                     | 1935-1944年                   | 1944年9月去世                                          |
| 约瑟夫·比尔克尔（Josef Bürckel）                          | 维也纳帝国大区（Reichsgau Wien）                        | 1939-1940年                   | 1944年9月去世                                          |
| 赫尔穆特·布吕克纳（Helmuth Brückner）                     | 西里西亚大区（Gau Schlesien）                           | 1925-1934年                   | 1951或1954年死于苏联战俘营                             |
| 瓦尔特·冯·科尔斯万特（Walther von Corswant）              | 波美拉尼亚大区（Gau Pommern）                           | 1927-1931年                   | 1942年去世                                             |
| 莱昂·德格雷尔（Léon Degrelle）                            | 瓦隆帝国大区（Reichsgau Wallonien）                     | 1944-1945年                   | 1945年逃亡西班牙，1994年于西班牙去世                   |
| 阿图尔·丁特（Artur Dinter）                               | 图林根大区（Gau Thüringen）                             | 1925-1927年                   | 1948年卒于法国占领区                                   |
| 奥古斯特·艾格鲁贝尔（August Eigruber）                    | 上多瑙帝国大区（Reichsgau Oberdonau）                   | 1938-1945年                   | 1947年5月在兰茨贝格监狱（Dachau 审判）被判处死刑后执行 |
| 约阿希姆·阿尔布雷希特·埃格灵（Joachim Albrecht Eggeling） | 马格德堡-安哈尔特大区（Gau Magdeburg-Anhalt）           | 1935-1937年                   | 1945年4月自杀                                          |
| 约阿希姆·阿尔布雷希特·埃格灵（Joachim Albrecht Eggeling） | 哈雷-梅泽堡大区（Gau Halle-Merseburg）                  | 1937-1945年                   | 1945年4月自杀                                          |
| 阿道夫·埃雷克（Adolf Ehrecke）                            | 萨尔大区（Gau Saar）                                    | 1929-1931年                   | 1980年卒于西德                                         |
| 奥托·埃尔贝尔斯多布勒（Otto Erbersdobler）                | 下巴伐利亚大区（Gau Niederbayern）                      | 1929-1932年                   | 1981年卒于西德                                         |
| 瓦尔特·恩斯特（Walter Ernst）                             | 哈雷-梅澤堡大区                                         | 1925-1926年                   | 1945年3月阵亡于但泽附近                                |
| 弗里德里希·卡尔·弗洛里安（Friedrich Karl Florian）        | 杜塞尔多夫大区（Gau Düsseldorf）                        | 1930-1945年                   | 1951年释放，1975年卒于西德                             |
| 阿尔伯特·福斯特（Albert Forster）                         | 但泽大区（Gau Danzig）                                  | 1930-1939年                   | 1952年在波兰被处决                                     |
| 阿尔伯特·福斯特（Albert Forster）                         | 但泽-西普鲁士帝国大区（Reichsgau Danzig-Westpreußen）   | 1939-1945年                   | 1952年在波兰被处决                                     |
| 彼得·盖迈恩德尔（Peter Gemeinder）                        | 黑森-达姆施塔特大区（Gau Hessen-Darmstadt）             | 1931年                        | 1931年去世                                             |
| 卡尔·格尔兰（Karl Gerland）                               | 黑森选侯大区（Gau Kurhessen）                           | 1943-1945年（1944年前为代理） | 1945年4月战死于奥得河畔法兰克福                        |
| 保罗·吉斯勒（Paul Giesler）                               | 威斯特法伦-南方大区（Gau Westfalen-Süd）                | 1941-1943年                   | 1945年5月自杀                                          |
| 保罗·吉斯勒（Paul Giesler）                               | 慕尼黑-上巴伐利亚大区（Gau München-Oberbayern）         | 1944-1945年                   | 1945年5月自杀                                          |
| 奥迪洛·格洛博克尼克（Odilo Globocnik）                    | 维也纳帝国大区（Reichsgau Wien）                        | 1938-1939年                   | 1945年5月于英军战俘营自杀                              |
| 约瑟夫·戈培尔（Joseph Goebbels）                          | 柏林-勃兰登堡大区（Gau Berlin-Brandenburg）             | 1926-1928年                   | 1945年5月在柏林自杀                                    |
| 约瑟夫·戈培尔（Joseph Goebbels）                          | 柏林大区（Gau Berlin）                                  | 1928-1945年                   | 1945年5月在柏林自杀                                    |
| 阿图尔·格赖泽（Arthur Greiser）                           | 瓦尔特兰帝国大区（Reichsgau Wartheland）                | 1939-1945年                   | 1946年在波兰被处决                                     |
| 威廉·格林（Wilhelm Grimm）                                | 中弗兰肯大区（Gau Mittelfranken）                       | 1928-1929年                   | 1944年因涉及7月20日密谋而被处决                        |
| 约瑟夫·格罗埃（Josef Grohé）                              | 科隆-亚琛大区（Gau Köln-Aachen）                        | 1931-1945年                   | 囚禁至1950年，1987年卒于西德                           |
| 海因里希·哈克（Heinrich Haake）                           | 莱茵兰-南方大区（Gau Rheinland–Süd）                    | 1925年                        | 1945年死于英军战俘营                                   |
| 路多尔夫·哈泽（Ludolf Haase）                             | 汉诺威-南方大区（Gau Hannover-Süd）                     | 1925-1928年                   | 1972年卒于西德                                         |
| 卡尔·汉克（Karl Hanke）                                   | 下西里西亚大区（Gau Niederschlesien）                   | 1941-1945年                   | 被捷克游击队俘获后杀害                                 |
| 安东·哈瑟尔迈尔（Anton Haselmayer）                       | 黑森-拿骚南大区（Gau Hessen-Nassau-Süd）                | 1925-1926年                   | 1962年去世                                             |
| 埃德蒙德·海内斯（Edmund Heines）                          | 上普法尔茨大区（Gau Oberpfalz）                         | 1930年（代理）                | 1934年“长刀之夜”中被处决                               |
| 奥托·赫尔穆特（Otto Hellmuth）                            | 下弗兰肯大区（Gau Unterfranken）                        | 1928-1945年                   | 囚禁至1955年，1968年自杀                               |
| 康拉德·亨莱因（Konrad Henlein）                           | 苏台德帝国大区（Reichsgau Sudetenland）                 | 1938-1945年                   | 1945年5月美军战俘营中自杀                              |
| 弗里德里希·希尔德布兰特（Friedrich Hildebrandt）          | 梅克伦堡大区                                            | 1925-1930年、1931-1945年      | 1948年11月在兰茨贝格监狱被处决                         |
| 保罗·欣克勒（Paul Hinkler）                               | 哈雷-梅泽堡大区                                         | 1926-1931年                   | 1945年4月自杀                                          |
| 弗朗茨·霍弗（Franz Hofer）                                | 蒂罗尔-福拉尔贝格帝国大区（Reichsgau Tirol-Vorarlberg） | 1938-1945年                   | 1948年逃脱，1949年再次被捕，1952年获释，1975年卒于西德 |
| 阿尔伯特·霍夫曼（Albert Hoffmann）                        | 威斯特法伦-南方大区                                     | 1943-1945年                   | 1950年获释，1972年卒于西德                             |
| 保罗·霍夫曼（Paul Hofmann）                               | 马格德堡-安哈尔特大区                                   | 1932年                        | 1980年卒于西柏林                                       |
| 汉斯·阿尔贝特·洪费尔特（Hans Albert Hohnfeldt）           | 但泽大区                                                | 1926-1928年                   | 1948年去世                                             |
| 埃米尔·霍尔茨（Emil Holtz）                               | 勃兰登堡大区（Gau Brandenburg）                         | 1928-1930年                   | 结局不明                                               |
| 卡尔·霍尔茨（Karl Holz）                                  | 弗兰肯大区（Gau Franken）                               | 1942-1945年（1944年前为代理） | 1945年4月20日在纽伦堡防御战中死亡，可能自杀或战死      |
| 鲁道夫·约尔丹（Rudolf Jordan）                            | 哈雷-梅澤堡大区                                         | 1931-1937年                   | 被苏联囚禁至1955年，1988年卒于西德                     |
| 鲁道夫·约尔丹（Rudolf Jordan）                            | 马格德堡-安哈尔特大区                                   | 1937-1945年                   | 被苏联囚禁至1955年，1988年卒于西德                     |
| 雅各布·荣格（Jakob Jung）                                 | 萨尔大区                                                | 1926-1929年                   | 死亡时间不明                                           |
| 鲁道夫·荣格（Rudolf Jung）                                | 无                                                      | 1938-1945年                   | 1945年12月于捷克战俘营自杀                             |
| 瓦尔特·荣格（Walter Jung）                                | 萨尔大区                                                | 1926年                        | 死亡时间不明                                           |
| 胡戈·尤里（Hugo Jury）                                    | 下多瑙帝国大区（Reichsgau Niederdonau）                 | 1938-1945年                   | 1945年5月8日自杀                                       |
| 威廉·卡彭施泰因（Wilhelm Karpenstein）                    | 波美拉尼亚大区（Gau Pommern）                           | 1931-1934年                   | 1968年5月2日卒于西德                                   |
| 卡尔·考夫曼（Karl Kaufmann）                              | 北莱茵大区（Gau Rheinland–Nord）                        | 1925年                        | 间歇性囚禁至1953年，1969年卒于西德                     |
| 卡尔·考夫曼（Karl Kaufmann）                              | 鲁尔大区（Großgau Ruhr）                                | 1926-1928年                   | 间歇性囚禁至1953年，1969年卒于西德                     |
| 卡尔·考夫曼（Karl Kaufmann）                              | 汉堡大区（Gau Hamburg）                                 | 1929-1945年                   | 间歇性囚禁至1953年，1969年卒于西德                     |
| 约瑟夫·克兰特（Josef Klant）                              | 汉堡大区                                                | 1925-1926年                   | 1926年11月4日去世                                      |
| 瓦尔特·克劳尼希（Walter Klaunig）                         | 勃兰登堡/波茨坦大区（Gau Brandenburg/Potsdam）          | 1925-1926年                   | 结局不明                                               |
| 胡贝特·克劳斯纳（Hubert Klausner）                        | 克恩顿帝国大区（Reichsgau Kärnten）                     | 1938-1939年                   | 1939年去世                                             |
| 埃里希·科赫（Erich Koch）                                 | 东普鲁士大区（Gau Ostpreußen）                          | 1928-1945年                   | 1986年卒于波兰监狱                                     |
| 阿尔伯特·克雷布斯（Albert Krebs）                         | 汉堡大区                                                | 1926-1928年                   | 1974年卒于西德                                         |
| 汉斯·克雷布斯（Hans Krebs）                               | 无                                                      | 1938-1945年                   | 1947年2月因叛国罪在捷克斯洛伐克被处决                  |
| 威廉·库贝（Wilhelm Kube）                                 | 东马克大区（Gau Ostmark）                               | 1928-1933年                   | 1943年9月被苏联游击队刺杀                              |
| 威廉·库贝（Wilhelm Kube）                                 | 库尔马克大区（Gau Kurmark）                             | 1933-1936年                   | 1943年9月被苏联游击队刺杀                              |
| 弗朗茨·库彻拉（Franz Kutschera）                          | 克恩顿帝国大区                                          | 1939-1941年                   | 1944年2月被波兰抵抗组织处决                            |
| 哈特曼·劳特巴赫（Hartmann Lauterbacher）                  | 南下萨克森-不伦瑞克大区（Gau Südhannover-Braunschweig） | 1940-1945年                   | 1948年逃亡至罗马，为西方情报机关服务，1988年卒于西德   |
| 卡尔·伦茨（Karl Lenz）                                    | 黑森-达姆施塔特大区                                     | 1931-1932年                   | 1944年去世                                             |
| 约瑟夫·利奥波德（Josef Leopold）                          | 无                                                      | 1938-1941年                   | 1941年7月在乌克兰马林阵亡                              |
| 罗伯特·莱伊（Robert Ley）                                 | 南莱茵兰大区（Gau Rheinland–Süd）                       | 1925-1931年                   | 1945年10月于纽伦堡审判前在狱中自杀                     |
| 卡尔·林德（Karl Linder）                                  | 黑森-拿骚南大区                                         | 1926-1927年                   | 1979年卒于西德                                         |
| 卡尔·林德（Karl Linder）                                  | 黑森-拿骚大区                                           | 1932年                        | 1979年卒于西德                                         |
| 威廉·弗里德里希·勒佩尔（Wilhelm Friedrich Loeper）        | 马格德堡-安哈尔特大区                                   | 1927-1935年                   | 1935年去世                                             |
| 欣里希·洛泽（Hinrich Lohse）                              | 汉堡大区                                                | 1928-1929年                   | 囚禁至1951年，1964年卒于西德                           |
| 欣里希·洛泽（Hinrich Lohse）                              | 什勒斯维希-荷尔斯泰因大区（Gau Schleswig-Holstein）     | 1925-1945年                   | 囚禁至1951年，1964年卒于西德                           |
| 瓦尔特·马斯（Walter Maass）                               | 但泽大区（Gau Danzig）                                  | 1928-1929年（代理）           | 结局不明                                               |
| 弗朗茨·迈尔霍费尔（Franz Maierhofer）                     | 上普法尔茨大区                                          | 1929-1932年（1930年前为代理） | 1943年8月战死于哈尔科夫                                |
| 阿尔弗雷德·迈耶（Alfred Meyer）                           | 威斯特法伦-北方大区（Gau Westfalen-Nord）               | 1931-1945年                   | 1945年4月自杀                                          |
| 约阿希姆·迈耶-夸德（Joachim Meyer-Quade）                 | 什勒斯维希-荷尔斯泰因大区                               | 1932年                        | 1939年9月战死于波兰皮翁特克附近                        |
| 赫尔曼·穆斯（Hermann Muhs）                               | 南下萨克森-不伦瑞克大区                                 | 1932年                        | 1962年卒于西德                                         |
| 欧根·蒙德尔（Eugen Munder）                               | 符腾堡-霍亨索伦大区（Gau Württemberg-Hohenzollern）     | 1925-1928年                   | 囚禁至1948年，1952年卒于西德                           |
| 威廉·穆尔（Wilhelm Murr）                                 | 符腾堡-霍亨索伦大区                                     | 1928-1945年                   | 1945年5月在法国战俘营自杀                              |
| 马丁·穆奇曼（Martin Mutschmann）                          | 萨克森大区（Gau Sachsen）                               | 1925-1945年                   | 1947年2月在苏联被处决                                  |
| 汉斯·尼兰德（Hans Nieland）                               | 国家社会主义德国工人党海外组织（NSDAP/AO）              | 1932-1933年                   | 囚禁至1948年，1976年卒于西德                           |
| 弗朗茨·佩费尔·冯·萨洛蒙（Franz Pfeffer von Salomon）      | 韦斯特法伦大区（Gau Westfalen）                         | 1925-1926年                   | 1968年卒于西德                                         |
| 阿尔弗雷德·普罗克施（Alfred Proksch）                     | 无                                                      | 1934-1945年                   | 1981年卒于奥地利维也纳                                 |
| 弗里德里希·赖纳（Friedrich Rainer）                       | 萨尔茨堡帝国大区（Reichsgau Salzburg）                  | 1938-1941年                   | 1950年11月在南斯拉夫被处决                             |
| 弗里德里希·赖纳（Friedrich Rainer）                       | 克恩顿帝国大区                                          | 1941-1945年                   | 1950年11月在南斯拉夫被处决                             |
| 弗里茨·赖因哈特（Fritz Reinhardt）                        | 下巴伐利亚大区                                          | 1928-1930年                   | 囚禁至1950年，1969年卒于西德                           |
| 弗里德里希·林豪森（Friedrich Ringshausen）                | 黑森-达姆施塔特大区                                     | 1927-1931年                   | 1941年去世                                             |
| 阿克塞尔·里普克（Axel Ripke）                             | 北莱茵大区                                              | 1925年                        | 1937年去世                                             |
| 卡尔·勒费尔（Carl Röver）                                 | 威悉-埃姆斯大区（Gau Weser-Ems）                        | 1928-1942年                   | 1942年去世                                             |
| 路德维希·鲁克德舍尔（Ludwig Ruckdeschel）                 | 拜罗伊特大区（Gau Bayreuth）                            | 1945年                        | 囚禁至1952年，1986年卒于西德                           |
| 贝恩哈德·鲁斯特（Bernhard Rust）                          | 汉诺威北大区（Gau Hannover-Nord）                       | 1925-1928年                   | 1945年5月自杀                                          |
| 贝恩哈德·鲁斯特（Bernhard Rust）                          | 南下萨克森-不伦瑞克大区                                 | 1928-1940年                   | 1945年5月自杀                                          |
| 弗里茨·绍克尔（Fritz Sauckel）                            | 图林根大区（Gau Thüringen）                             | 1927-1945年                   | 在纽伦堡审判中被判处死刑，1946年10月执行               |
| 古斯塔夫·阿道夫·舍尔（Gustav Adolf Scheel）               | 萨尔茨堡帝国大区                                        | 1941-1945年                   | 间歇性囚禁至1953年，1979年卒于西德                     |
| 汉斯·舍姆（Hans Schemm）                                  | 上弗兰肯大区（Gau Oberfranken）                         | 1928-1933年                   | 1935年3月因飞机失事去世                                |
| 汉斯·舍姆（Hans Schemm）                                  | 巴伐利亚东马克大区（Gau Bayerische Ostmark）            | 1933-1935年                   | 1935年3月因飞机失事去世                                |
| 布鲁诺·古斯塔夫·舍尔维茨（Bruno Gustav Scherwitz）        | 东普鲁士大区                                            | 1926-1927年                   | 1985年卒于西德                                         |
| 鲍尔杜尔·冯·席拉赫（Baldur von Schirach）                 | 维也纳帝国大区                                          | 1940-1945年                   | 在纽伦堡审判中被判刑，囚禁至1966年，1974年卒于西德     |
| 恩斯特·施朗格（Ernst Schlange）                           | 大柏林大区（Gau Groß-Berlin）                           | 1925-1926年                   | 1947年死于苏联战俘营                                   |
| 恩斯特·施朗格（Ernst Schlange）                           | 勃兰登堡大区                                            | 1930-1933年                   | 1947年死于苏联战俘营                                   |
| 弗里茨·施莱斯曼（Fritz Schlessmann）                      | 埃森大区                                                | 1940-1945年（代理）           | 囚禁至1950年，1964年卒于西德                           |
| 埃里希·施米迪克（Erich Schmiedicke）                      | 大柏林大区                                              | 1926年（代理）                | 结局不明                                               |
| 埃里希·施米迪克（Erich Schmiedicke）                      | 勃兰登堡大区                                            | 1933年（代理）                | 结局不明                                               |
| 古斯塔夫·施米施克（Gustav Hermann Schmischke）            | 安哈尔特大区                                            | 1925-1927年                   | 结局不明                                               |
| 瓦尔特·舒尔茨（Walter Schultz）                           | 黑森-拿骚北大区                                         | 1925-1928年                   | 1953年卒于西德                                         |
| 瓦尔特·舒尔茨（Walter Schultz）                           | 黑森-拿骚南大区                                         | 1926年（代理）                | 1953年卒于西德                                         |
| 弗朗茨·施韦德（Franz Schwede）                            | 波美拉尼亚大区                                          | 1934-1945年                   | 囚禁至1956年，1960年卒于西德                           |
| 古斯塔夫·西蒙（Gustav Simon）                             | 摩泽尔兰大区（Gau Moselland）                           | 1931-1945年                   | 1945年12月被英军俘虏后在牢房内上吊自杀                 |
| 雅各布·施普伦格（Jakob Sprenger）                         | 黑森-拿骚南大区                                         | 1927-1933年                   | 1945年5月自杀                                          |
| 雅各布·施普伦格（Jakob Sprenger）                         | 黑森-拿骚大区                                           | 1933-1945年                   | 1945年5月自杀                                          |
| 古斯塔夫·施塔贝（Gustav Staebe）                          | 萨尔大区                                                | 1929年（代理）                | 1983年卒于西德                                         |
| 威廉·施蒂希（Wilhelm Stich）                              | 东普鲁士大区                                            | 1925-1926年                   | 结局不明                                               |
| 威利·施特尔（Willi Stöhr）                                | 韦斯特马克大区（Gau Westmark）                          | 1944-1945年                   | 逃亡加拿大，具体去世时间不详                           |
| 格雷戈尔·施特拉塞尔（Gregor Strasser）                    | 下巴伐利亚-上普法尔茨大区（Gau Niederbayern–Oberpfalz） | 1925-1929年                   | 1934年长刀之夜中被处决                                 |
| 尤利乌斯·施特赖歇尔（Julius Streicher）                   | 弗兰肯大区                                              | 1929-1940年                   | 1946年在纽伦堡审判中被判处死刑并执行                   |
| 埃米尔·施蒂尔茨（Emil Stürtz）                            | 勃兰登堡边境大区（Gau March of Brandenburg）            | 1936-1945年                   | 1945年4月失踪，疑被苏军俘获，1957年被法院宣告死亡      |
| 奥托·特尔肖（Otto Telschow）                              | 吕讷堡-施塔德大区（Gau Lüneburg-Stade）                 | 1925-1928年                   | 1945年5月被英军俘获后自杀                              |
| 奥托·特尔肖（Otto Telschow）                              | 东汉诺威大区                                            | 1928-1945年                   | 1945年5月被英军俘获后自杀                              |
| 约瑟夫·特博芬（Josef Terboven）                           | 埃森大区                                                | 1928-1945年                   | 1945年5月于挪威自杀                                    |
| 齐格弗里德·乌贝赖特（Siegfried Uiberreither）             | 施蒂利亚帝国大区（Reichsgau Steiermark）                | 1938-1945年                   | 1948年逃亡阿根廷，1984年前后可能卒于西德               |
| 特奥多尔·法伦（Theodor Vahlen）                           | 波美拉尼亚大区                                          | 1925-1927年                   | 1945年死于捷克战俘营                                   |
| 路德维希·费雷克（Ludwig Viereck）                         | 哈茨大区（Harzgau）                                     | 1925-1926年                   | 结局不明                                               |
| 弗里茨·韦希特勒（Fritz Wächtler）                         | 巴伐利亚东马克大区                                      | 1935-1945年                   | 1945年4月被党卫队处决                                  |
| 阿道夫·瓦格纳（Adolf Wagner）                             | 慕尼黑-上巴伐利亚大区（Gau München-Oberbayern）         | 1929-1944年                   | 1944年4月病逝                                          |
| 约瑟夫·瓦格纳（Josef Wagner）                             | 西法伦大区                                              | 1928-1931年                   | 1945年5月被党卫队或苏军杀害                            |
| 约瑟夫·瓦格纳（Josef Wagner）                             | 西里西亚大区                                            | 1934-1941年                   | 1945年5月被党卫队或苏军杀害                            |
| 约瑟夫·瓦格纳（Josef Wagner）                             | 南西法伦大区                                            | 1931-1941年                   | 1945年5月被党卫队或苏军杀害                            |
| 罗伯特·海因里希·瓦格纳（Robert Heinrich Wagner）          | 巴登-阿尔萨斯大区（Gau Baden-Elsaß）                    | 1925-1945年                   | 1946年10月在法国被处决                                 |
| 卡尔·瓦尔（Karl Wahl）                                    | 施瓦本大区（Gau Schwaben）                              | 1928-1945年                   | 囚禁至1948年，1981年卒于西德                           |
| 弗里德里希·万布斯甘斯（Friedrich Wambsganss）             | 莱茵普法尔茨大区                                        | 1925-1926年                   | 囚禁至1948年，1979年卒于西德                           |
| 保罗·韦根纳（Paul Wegener）                               | 威悉-埃姆斯大区                                         | 1942-1945年                   | 囚禁至1951年，1993年卒于德国                           |
| 卡尔·温里希（Karl Weinrich）                              | 库尔黑森大区                                            | 1928-1943年                   | 囚禁至1950年，1973年卒于西德                           |
| 耶夫·范·德·维勒（Jef van de Wiele）                       | 佛兰德帝国大区（Reichsgau Flandern）                    | 1944-1945年                   | 囚禁至1963年，1979年卒于比利时                         |
| 汉斯·齐默尔曼（Hans Zimmermann）                          | 弗兰肯大区                                              | 1940-1942年（代理）           | 1984年卒于西德                                         |